# Żelazowa Wola
Żelazowa Wola is een dorp in het Poolse woiwodschap Mazovië, in het district Sochaczewski. De plaats maakt deel uit van de gemeente Sochaczew en telt 65 inwoners.
Żelazowa Wola is de geboorteplaats van Frédéric Chopin. Het geboortehuis van Chopin is sinds 1931 een museum.